# Michail Vasiljevič Ostrogradskij
Michail Vasiljevič Ostrogradskij (ukrajinsky Миха́йло Васи́льович Острогра́дський, Mychajlo Vasyljovyč Ostrohradskyj, rusky Михаи́л Васи́льевич Острогра́дский, 24. září 1801, Pašenivka – 1. ledna 1862, Poltava) byl ukrajinský matematik a fyzik záporožského kozáckého původu.
Studoval univerzitu v Charkově, kde byl jeho učitelem Tymofij Osypovskyj. Ten však byl v roce 1820 vyhozen, kvůli svému ateismu, načež Ostrogradskij, sám přesvědčený ateista, na protest nenastoupil k závěrečným zkouškám. Vzdělání dokončil na francouzské Sorbonně (1826). V roce 1828 přesídlil do hlavního města tehdejšího Ruského impéria - Petrohradu, kde se o dva roky později stal členem Akademie věd.
Byl jedním ze zakladatelů petrohradské školy aplikované mechaniky. Věnoval se analytické mechanice, hydromechanice, teorii pružnosti, nebeské mechanice, matematické fyzice, teorii diferenciálních rovnic, matematické analýze, algebře i teorii pravděpodobnosti.
Nezávisle na Georgi Greenovi definoval Greenovu větu (vztah mezi křivkovým integrálem druhého druhu po uzavřené křivce a dvojným integrálem přes oblast ohraničenou touto křivkou).
V oblasti variačního a integrálního počtu vymyslel metodu integrování racionálních lomených funkcí.
Ve fyzice studoval pružná tělesa a jejich pohyb. Upravil v důsledku toho několik pohybových rovnic.